# Гробелно (Шмарје при Јелшах)
Гробелно (словен. Grobelno) је насељено место у општини Шмарје при Јелшах, Савињска регија, Словенија. Део је насеља Гробелно које је административним границама подељено на два насеља: Гробелно (Шентјур) и Гробелно (Шмарје при Јелшах).

## Историја
До територијалне реорганизације у Словенији био је у саставу старе општине Шмарје при Јелшах.

## Становништво
У попису становништва из 2011. године, Гробелно је имао 317 становника.
| Број становника према пописима | Број становника према пописима | Број становника према пописима |
| ------------------------------ | ------------------------------ | ------------------------------ |
| 1991                           | 2002                           | 2011                           |
| 275                            | 310                            | 317                            |

Напомена: Године 2017. извршена је мања размена територије између насеља Гробелно и Гробелно (општина Шентјур).

## Галерија
- улица
- куће
- детаљ
- детаљ